# 天主教韓國軍中教長區
天主教韓國軍中教長區（拉丁語：Ordinariatus Militaris Corea；：／）是韓國一個天主教的軍中教長區，直屬聖座，負責牧養信奉天主教的大韓民國國軍軍人及其家眷。
教長座堂——三軍聯合座堂位於首爾特別市龍山區。2004年，有79個堂區、80名司鐸。現任教長劉修一。
1983年11月12日成立代牧區，1986年6月24日升格教長區。